# We Came As Romans
We Came as Romans是一個美國金屬蕊樂團，來自密西根州的特洛伊，不過大家所熟知的是他們以底特律為家鄉。成團於2005年，在2009年四月與Equal Vision唱片簽約，並發行兩張EP《Demonstrations》和《Dreams》，兩者都在2009年，經過一、兩年的創作，又在2009年與2011年分別發行專輯《To Plant a Seed》與《Understanding What We've Grown to Be》。樂團更在美國、加拿大、歐洲、紐西蘭及澳洲巡演。

## 樂團歷史

### 發跡
2005年八月，還是中學生的Sean N. Zelda、David Stephens、Jonny Nabors、Mark Myatt和Joshua Moore萌生組團的念頭－「This Emergency」就這樣誕生了，當時David Stephens的職位是吉他，在底特律一帶作表演。2005年十一月，
他是We Came as Romans的前身，隨著成員的交替，樂團改名成We Came as Romans。貝斯手Sean E. Daly取代Jonny Nabors的位置。隔年六月，Sean N. Zelda加入密西根大學，進而離開樂團。2006年的夏天，樂團的友人Larry Clark正式加入樂團，成為新主唱，樂團正式更名為We Came as Romans。根據令一位主唱David Stephens的說法，當時錄製了兩首新歌分別是"Mouth to Mouth （页面存档备份，存于）"與原版的Colours，與新主唱共同錄製的。

### 第一張Demo作品與EP《To Plant a Seed》
經過換名與一些成員的更替，樂團首先發行一張DEMO（有些人稱之為EP《Motions》）在演唱會與線上銷售一空，隨後在十二月發行了《Dream》這張EP，音樂製作人Joey Sturgis，在第一個禮拜就超過50000份數位下載，這張作品獲得音樂界的好評，音樂評論AbsolutePunk給了79/100分，而Sputnikmusic給了3.5/分，他們說這張EP「簡短而甜美，但不朽又懷抱夢想」。在這兩張EP的發行其間，樂團參與《V-Neck & Shaved Chest巡迴》，與樂團Close to Home。
接著他們聲援樂團Oh, Sleeper和The Chariot的共同主場巡演《Here a tour, there a tour, everywhere a tour tour》，從2009年九月到十一月。

### 巡迴和第一張專輯《To Plant a Seed》
後來，唱片公司Equal Vision與簽約，隔年十一月3日透過該公司發行《To Plant a Seed》，重新錄製歌曲《Dreams》和《Intentions》，其中歌手Tyler "Telle" Smith也在其中演唱。年底之時他們同I See Stars、Of Mice & Men和Broadway完成《Leave It to the Suits巡迴》。
2010年，We Came as Romans與許許多多的團體進行巡迴。首先是一月參加樂團Alesana的《The Emptiness巡迴》，另外還有A Skylit Drive、The Word Alive和Of Mice & Men主場表演《We Are Not Meaningless巡迴》，與樂團Four Letter Lie和Life on Repeat。另外在五、六月與Asking Alexandria、From First to Last、Our Last Night和A Bullet for Pretty Boy參加《The Welcome to the Circus巡迴》，以宣傳新專輯。首支音樂單曲影帶《To Plant a Seed》在五月11日發行於iTunes。六月11日，透過樂團的Facebook與Twitter頁面，宣布將與製作人Joey Sturgis進入錄音室的消息。錄製的時間從六月15日到六月20日。單曲《To Move on Is to Grow》就這樣發布了。下半年，We Came as Romans又參加了《Scream It Like You Mean It 2010巡迴》，這次表演的陣容有：Silverstein、Emery、Dance Gavin Dance、I Set My Friends On Fire、Sky Eats Airplane、Ivoryline與Close to Home八月到十月，在美家地區與In Fear and Faith、Confide、Upon a Burning Body以及Abandon All Ships參與《Band of Brothers巡迴》。十月與十一月，他們轉換到歐洲參加《Never Say Die巡演》，和樂團Parkway Drive、Comeback Kid、Bleeding Through、War from a Harlots Mouth、Emmure、Your Demise共同演出。最後在年底《No Sleep Til音樂祭》到澳洲一帶與樂團麥加帝斯巡演。同時，十一月由Fearless唱片發行的合輯《Punk Goes Pop 3》收錄了他們翻唱賈斯汀·提姆布萊克的歌曲《My Love》。他們在官方頁面表示，他們將在明年第一表演中，初次演唱這首歌曲，但也是最後一次。十一月14日，第二支音樂影帶《To Move on Is to Grow》在iTunes上釋出，新專輯主打歌《To Plant a Seed》出現在十二月21日的合輯《Equal Vision唱片鉅獻：2011新聲代》（Equal Vision Records Presents: New Sounds 2011）。2011年一月6日，唱片公司宣布出道專輯《To Plant a Seed》將與新單曲《To Move on Is to Grow》組合成CD/DVD豪華盤發行，將獨家在18日於下列通路販售：Merchnow.com、iTunes與F.Y.E。其中DVD有38分的獨家專訪、幕後花絮、當時在美國的現場演出與新MV《To Move on Is to Grow》。
儘管作品《To Plant a Seed》重發的第一次錄音一直到2011年的二、三月才被確定， We Came as Romans已經參與一月份在科羅拉多州丹佛的《Motel 6 Rock Yourself to Sleep巡迴》，與樂團Woe, Is Me、For Today、The Word Alive和同公司的樂團Texas in July，更與Silverstein在一同參加了Outerloop Presents所舉辦的音樂活動《Amped and Alive》，該年的活動主題為 Ice Jam。一月10日，《Rock Yourself to Sleep巡迴》不過五天，唱片公司Equal Vision發出了緊急聲明，關於吉他手Joshua Moore的身體狀況：「在今早，We Came as Romans的吉他手Joshua Moore被診斷出細菌性感染的腦膜炎，目前在內布拉斯加州的一所醫院中。」根據貝斯手Andy Glass：「看到Joshua的情況實在是太突然了，但我們希望大家可以祈禱，使他早日康復，也謝謝所有歌迷明白我們現在困難的處境。」故此接下來的巡迴他將不會參與，然而二月1日，透過Moore的Twitter和Facebook，在醫生第二次的診斷下，他可能可以重新參與巡演。二月3日，他在賓州的蘭開斯特與樂團會合。在Joshua Moore的病康復初期，樂團由於天氣因素取消在丹佛和鹽湖城的表演。
三月他們為樂團A Day to Remember的《Game Changers巡迴》發聲，並在四月成為《Scream It Like You Mean It 2011歐洲巡迴》的主場，表演的樂團還有Miss May I、The Word Alive與This or the Apocalypse。《To Plant a Seed》第二部分的錄音在五月到六月展開。十二月8日，他們被宣布為2011年六月到八月的《Warped巡演》的第一批樂團，將在整個巡迴中表演。

### 專輯《Understanding What We've Grown To Be》
根據唱片公司表示：「目前樂團正在創作他們的第二張正規專輯，將會在巡迴中與製作人Joey Sturgis錄音，預計在2011年的秋天發行。」在與提神飲料Monster Energy的專屬記者（Monster Energy Pit reporter）的Brian Walsh的訪談中，Joshua Moore證實第二張專輯的計畫已經完成了，他們在《Warped巡迴》前就會進入錄音室了。
在那時候，We Came as Romans出現在雜誌Substream Music Press六月號與七月號的中，Dave Stephens則是出現在雜誌Alternative Press八月號。同時被《Warped巡迴》官方給高亮起來。
2011年九月13日終於推出專輯《Understanding What We’ve Grown To Be》。在發行前夕在Equal Vision唱片的Youtube頁面發布首支單曲《Mis//Understanding》與專輯的同名歌曲《Understanding What We've Grown to Be》也隨後發布。這兩首歌曲提前在七月5日時於iTunes上預購。除了歌曲以外，專輯封面透過樂團的官網也於14日上傳至網路。
根據樂團指出：「不論是在音樂上或是在歌詞上，《Understanding What We've Grown to Be》比先前的作品《To Plant a Seed》都還要黑暗一點。但仍然保有樂團整體正面與兄弟情誼的風格，新的題材更直接的接近生活中的奮鬥與成長中的挑戰。」接著八月24日他們發出了這張專輯最後一張單曲《What I Wished I Never Had》，於Youtube。專輯發行當天，音樂零售商Hot Topic發行《AP雜誌We Came As Romans限量版迷你雜誌》（Alternative Press Limited Edition We Came As Romans Mini Magazine），裡頭附贈了「I'm Alive」手環與主打單曲《Understanding What We've Grown To Be》CD。該專輯獲得告示牌200第20位、獨立榜第7位、硬派專輯榜第5位、現代搖滾榜第10位，一直到九月底，他們在告示牌200上仍在第103位中。在歐洲方面，專輯《Understanding What We've Grown to Be》由重金屬唱片公司Nuclear Blast代理發行。
在樂團Miss May I、Of Mice & Men、Texas in July和Close to Home的聲援下，We Came As Romans在九月份展開《I'm Alive巡迴》。同時，十月中旬，他們和Close to Home參與位於俄亥俄州肯特的音樂祭《The Outpost》，樂團Worth The Wait、Ionia也在該天演出。另外，在樂團The Devil Wears Prada展開《Dead Throne巡迴》之時，We Came as Romans也飛到澳洲為他們支援，其中同台演出的樂團有Dream On, Dreamer。接著，由Whooznxt.com和Headbang for the Highway所舉辦的《World War III巡演》，他們也沒有缺席，巡演主場為Hollywood Undead與Asking Alexandria，參與的藝人還有Borgore、Destroy Rebuild Until God Shows。在加州洛杉磯由Soundcheck Hollywood所舉辦的活動《A Reckless Halloween》，找來了槍與玫瑰的前鼓手Steven Adler，還有樂團Destroy Rebuild Until God Shows、Winds of Plague、Stick To Your Guns與本樂團。We Came as Romans也預計將成為Merchnow.com與EveryConcertEver.com所舉辦的《Take A Picture, It Will Last Longer巡迴》的主場秀，同場加演的樂團有Falling In Reverse、Sleeping with Sirens、Atilla與For All I Am。2012年，將與Alesana成為《Macbeth Footwear and Keep A Breast歐洲巡演》的主場，支援的樂團則是有Iwrestledabearonce、Glamour of the Kill，並在二月到日本的《Scream Out音樂祭》作演出。

## 樂團成員
現今成員
- Joshua Moore -  吉他 (自 2005)
- David Stephens - 吼腔 (自 2005)
- Eric Choi - 鼓手 (自 2006)
- Lou Cotton - 節奏吉他 (自 2006)
- Andy Glass - 貝斯 (自 2006)

前任成員
- Chris Moore - 清腔、鍵盤手、鋼琴 (2007–2008)
- Mark Myatt - 主唱 (2005)
- Larry Clark - 主唱 (2005–2008)
- Jonny Nabors - 貝斯 (2005)
- Sean E. Daly - 貝斯 (2005–2006)
- Sean N. Zelda - 貝斯 (2005–2006)
- Kyle Pavone - 清腔、鍵盤手、混音師 (2008-2018)

巡演成員
- Joseph Arrington – 鼓手 (2016-2017)

## 音樂作品
| Studio albums \| 年份 \| 專輯 \| 出版 \| 排行榜[32] \| 排行榜[32] \| 排行榜[32] \| \| 年份 \| 專輯 \| 出版 \| 告示牌200 \| 美國獨立榜 \| ARIA榜 \| \| ---- \| ------------------------------------ \| ------------ \| ---------- \| ---------- \| ---------- \| \| 2009 \| To Plant a Seed \| Equal Vision \| 175 \| 25 \| — \| \| 2011 \| Understanding What We've Grown to Be \| Equal Vision \| 21 \| 7 \| 72[33] \| \| 2013 \| Tracing Back Roots \| Equal Vision \| 8 \| 1 \| 83 \| \| 2015 \| We Came As Romans \| Equal Vision \| — \| — \| 29 \| | EP - Dreams （2008年自行發行） - Demonstrations （2008年自行發行） 單曲 - "To Plant a Seed" (2010) - "To Move on Is to Grow" （2010） - "Mis//Understanding" （2011） |              |           |            |        |
| 年份 | 專輯 | 出版         | 排行榜    | 排行榜     | 排行榜 |
| 年份 | 專輯 | 出版         | 告示牌200 | 美國獨立榜 | ARIA榜 |
| 2009 | To Plant a Seed | Equal Vision | 175       | 25         | —      |
| 2011 | Understanding What We've Grown to Be | Equal Vision | 21        | 7          | 72     |
| 2013 | Tracing Back Roots | Equal Vision | 8         | 1          | 83     |
| 2015 | We Came As Romans | Equal Vision | —         | —          | 29     |

## 外部連結
- 官方网站